# 切列莫什涅 (波格列比謝區)
49°27′59″N 29°7′29″E / 49.46639°N 29.12472°E
切列莫什涅（烏克蘭語：Черемошне），是烏克蘭的村落，位於該國西南部文尼察州，由文尼察區負責管轄，始建於1650年，面積0.28平方公里，海拔高度265米，2001年人口753，人口密度每平方公里2,670.21人。